# Petar Palić
Petar Palić (ur. 3 lipca 1972 w Prisztinie) – chorwacki duchowny katolicki, biskup mostarsko-duvnijski od 2020, administrator apostolski diecezji trebinjsko-mrkanskiej.

## Życiorys

### Prezbiterat
Święcenia kapłańskie otrzymał 1 czerwca 1996 i został inkardynowany do diecezji dubrownickiej. Pracował głównie w kurialnych wydziałach: katechetycznym (1996–2005) oraz do spraw utrzymania duchowieństwa (1997–2017). W latach 1998–2005 był też biskupim sekretarzem. W 2017 został mianowany wikariuszem generalnym diecezji. W tym samym roku objął funkcję sekretarza generalnego chorwackiej Konferencji Episkopatu, którą pełnił przez trzy lata.

### Episkopat
9 marca 2018 papież Franciszek mianował go biskupem ordynariuszem Hvaru. Sakry udzielił mu 30 kwietnia 2018 arcybiskup Želimir Puljić.
11 lipca 2020 został mianowany biskupem ordynariuszem diecezji Mostar-Duvno oraz administratorem apostolskim diecezji Trebinje-Mrkan. Ingres do katedry odbył 14 września 2020.
22 marca 2022 został wiceprzewodniczącym Konferencji Episkopatu Bośni i Hercegowiny.